# Hřebenáč (Frýdlantská pahorkatina)
Hřebenáč (567 m n. m.) je vrchol ve Frýdlantské pahorkatině na severu České republiky, ve Frýdlantském výběžku Libereckého kraje. Jihozápadním směrem od vrcholu leží Nové Město pod Smrkem. Po západním úbočí kopce je vedena zelená turistická značka spojující dva turistické rozcestníky, a sice „Nové Město pod Smrkem – náměstí“ a „Pod Hřebenáčem“. Jižním směrem roste památný strom buk lesní (Fagus sylvatica). Na východní straně kopce stojí kámen, u něhož na stromě visí kříž v upomínku na neštěstí, k němuž v těchto místech došlo 24. listopadu 1874, kdy padající strom zabil pětašedesátiletého revírníka Adolfa Rückerta. U vrcholu kopce stojí televizní opakovač šířící po okolní oblasti televizní vysílání (například České televize).
Geomorfologicky patří do Hejnické pahorkatiny. Samotný vrchol má tvar nízkého protáhlého suku na dlouhém strukturním hřbetu. Je zalesněn smrkovými porosty, v nichž se občas vyskytují také buky.